# Alexandre Navarro Moreira

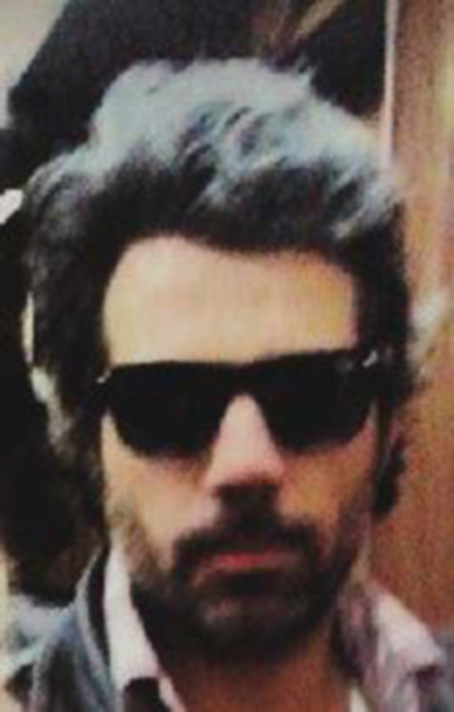
Alexandre Moreira.

Alexandre Navarro Moreira (Porto Alegre, 2 de maio de 1974 — Porto Alegre, 14 de setembro de 2023) foi um artista multimídia brasileiro.

## Biografia
Trabalhou com pintura, fotografia, desenho, instalação, filme, performance e música. Realizou várias exposições individuais e coletivas em seu estado e no Brasil. Seu projeto mais importante intitulou-se Apócrifo, que desenvolveu desde 2001. Para o professor da UFRGS e pesquisador Alexandre Santos, seu trabalho se destacou pela fusão entre ficção e realidade, articulando elementos autobiográficos e crítica social com questões concretas e imaginárias:
"No projeto Apócrifo – palavra que se refere a obra ou fato sem autenticidade, ou cuja autenticidade não se provou –, [...] percebe-se o que André Rouillé chama de construção da história dos homens ordinários através da fotografia na arte contemporânea. Ao inserir na paisagem urbana a imagem de pessoas que são parte de seu universo pessoal – seu pai, sua mãe, sua namorada e seus amigos – como se fossem retratos de documentos, ou seja, fotos 3 X 4 ampliadas, o artista provoca um ruído entre o privado e o público, entre o mundo da comunicação e o mundo dos personagens invisíveis, tornando-os poeticamente figuras públicas, como se fossem 'anti-celebridades' que oferecem uma tensão interessante ao território público da paisagem urbana onde estão instaurados como imagem".
A proposta gerou uma exposição no Instituto Goethe de Porto Alegre, foi selecionada para participar das atividades relacionadas ao Fórum Social Mundial de 2003, e foi incluída na 30ª edição da Bienal de São Paulo (2012), sendo um dos seus destaques. A Bienal assim descreveu a obra:
"Alexandre Navarro Moreira desenvolve ações independentes em que as ideias de seriação, disseminação, apropriação, colaboração, produção e compartilhamento de informação são evidenciadas pelo uso indiscriminado de fotografias oriundas de diversas fontes. Seu trabalho Apócrifo (2001–) ganha forma em cartazes, reproduzindo retratos de pessoas e inseridos diretamente na paisagem das grandes cidades. Colados em muros e tapumes onde geralmente estão cartazes de eventos e espetáculos, a apresentação de Apócrifo ocorre em um nível concreto de integração do objeto artístico com o contexto cotidiano das grandes metrópoles".
Um recorte especial da Bienal incluindo a obra do artista foi apresentado no SESC de Campinas, e uma derivação, AUTACOM, foi apresentada na Semana da Cultura do RS promovida pela Secretaria de Estado da Cultura do Rio Grande do Sul e levada para Montevidéu, no Uruguai.
A poética que desenvolveu, da qual Apócrifo é talvez o mais sintético exemplo, chamou a atenção de pesquisadores e curadores nacionais e estrangeiros pelo caráter contestatório e pelo diálogo que realizava com o cotidiano e os contextos urbanos. De acordo com Aline Teixeira, Alexandre fez parte de um grupo de artistas que têm como motivação básica a insatisfação com o sistema artístico contemporâneo, abordando questões sociais e buscando ampliar o campo de inserção da obra de arte e engajar o espectador no processo criativo.
Uma semelhante linha de trabalho é o foco da sua produção em desenho, "pequenas joias de linhas simples", onde ganha relevo uma atmosfera fantástica próxima do surrealismo, criando uma "cena cinematográfica no pensamento, um sentimento profundo, uma rica cartografia", como afirmou o curador Wilson Lázaro, e de Fliperama, outro projeto de longa duração, um filme em construção permanente, onde o artista reuniu imagens de variada procedência, que ele criava ou recolhie da internet e da TV, ou eram fornecidas por amigos, compondo um mosaico de clips mais ou menos independentes e articulados aleatoriamente, que "viram um tipo de narrativa autobiográfica sem áudio", como referiu o autor. Fliperama não é um filme para ser assistido passivamente, mas sim vivenciado em uma experiência multissensorial. Tem forte marca celebratória, e pode ser apresentado em bares e boates públicos ou em reuniões de amigos. Tais eventos se tornavam verdadeiras festas rave, incluindo música eletrônica, dança, performance e produção cênica, paralelas à projeção de Fliperama, onde se dissolviam os limites entre o caráter puramente festivo e o artístico, e cuja lógica da encadeação dos variados estímulos sensoriais e cognitivos podia ser apenas circunstancial, mas revelando, no entender de Alexandre Santos, uma ligação com os modos narrativos da literatura contemporânea e com "a busca de um sentido, que se sustenta na construção de uma fábula sobre si mesmo, [assim como] na ideia de algo relacionado à imaginação, à fantasia, à utopia e ao sonho".

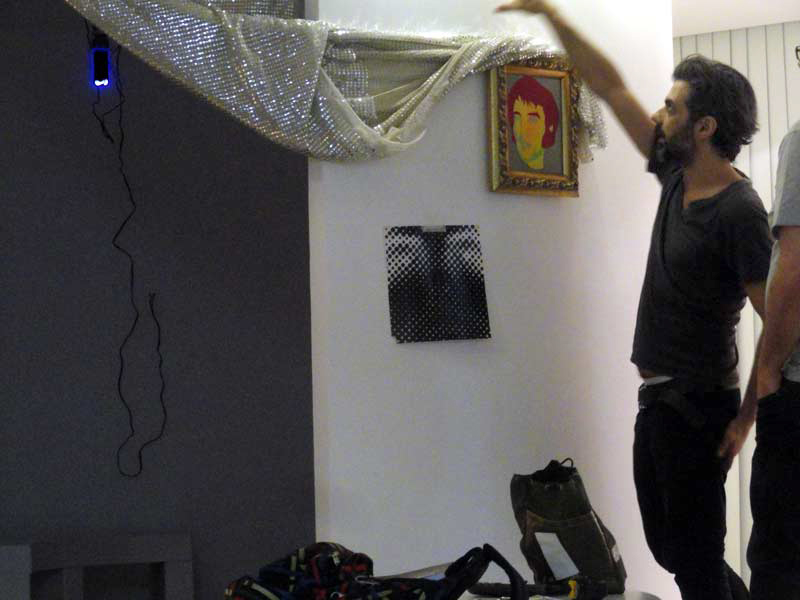
Alexandre Moreira na montagem da sua individual Gabinete Autæikon, na Galeria de Arte da Escola Superior de Propaganda e Marketing de Porto Alegre, 2015.

Foi um dos produtores e fotógrafos do filme curta-metragem Ô, de Marcelo Coutinho, apresentado na Fundação Joaquim Nabuco em 2008 como parte do projeto experimental Dois Vazios, e no Festival de Cinema de Porto Alegre de 2009. Participou da direção de arte e do elenco do longa Deriva de Sentidos, integrante do Projeto Areal, de André Severo, que deu origem também a um livro. Ao mesmo tempo, trabalhava com a montagem de exposições, sendo um dos montadores da 6ª Bienal do Mercosul (2007) e supervisor de montagem na 8ª edição do evento (2011).
Foi um dos indicados ao II Prêmio Açorianos, categoria Destaque em Fotografia, e foi incluído num grande levantamento sobre a produção de artistas gaúchos de relevo da primeira década do século XXI realizado pela crítica Ana Zavadil, que gerou um livro e uma exposição. Em 2015 sua individual Gabinete Autæikon, realizada na galeria da Escola Superior de Propaganda e Marketing de Porto Alegre lhe valeu o Prêmio Açorianos na categoria Prêmio Especial do Júri, recebendo ao mesmo tempo o Açorianos de Melhor Cenografia pelos cenários da peça Cadarço de Sapato ou Ninguém Está Acima da Redenção.
Em entrevista concedida para a UFRGS em 2003, o artista falou um pouco sobre suas ideias:
"Parte das minhas referências são propriamente urbanas. Elas sempre estiveram presentes no meu trabalho, embora não sejam o centro do que investigo. Mas é importante na construção de uma metáfora, por assim dizer, da realidade humana. A simbiose – que é como entendo essa relação – do indivíduo e o ambiente. Portanto uma pessoa vivendo numa praia deserta ou em uma metrópole me interessam do mesmo modo. A arte urbana é uma das possíveis configurações dessa estrutura de pensamento. O ser humano constrói a cidade, ele é o agente, mas em determinado momento, passa a ser apenas mais um elemento da estrutura que iniciou. O indivíduo passa a ser moldado por essa outra entidade. Então, ele destrói e reconstrói sucessivamente, tentando manter sua identidade já comprometida. Agora, não é só ele o agente. Isso se converte em medo, mediocridade, preconceito, em isolamento. Tudo, como e onde vivemos é uma coisa só, um organismo vivo. Só muda o lugar. O entendimento tem que ser interno. [...]
"Procuro manter uma coerência de pensamento e ação entre meu movimento como artista e como indivíduo, a fim de não haver mais a diferença entre uma coisa e outra. Exatamente por não acreditar que deva existir essa diferença; mas o ser humano tende ao dualismo. Muitas vezes isso é inconsciente, não é proposital, mas somos tão cheios de tarefas, comprometimentos e formalidades que fica difícil encontrar o caminho. As instituições, Estado, Religião, sociedade tornaram-se aberrações por conta do medo e mediocridade de que falei anteriormente. E não passam de conceitos que devem ser revistos. Não acho que deva-se destruir tudo e começar novamente. Já tentou-se isso antes. Só estaríamos trocando uma angústia por outra. A vida está evoluindo para algo além do que podemos entender hoje. Não que tenhamos entendido algo até aqui, mas até aqui acreditou-se nisso, fosse pela religião, fosse pela ciência. Esse entendimento é interno e individual".

## Morte
Em 2023 Moreira passou a enfrentar problemas de saúde. O seu quadro se agravou, foi internado em um hospital por meses, e em julho foi organizado um leilão de obras de vários artistas para angariar recursos em seu benefício. Veio a falecer em 14 de setembro de 2023. A Secretaria de Estado da Cultura e o Museu de Arte Contemporânea do Rio Grande do Sul manifestaram seu pesar.